# 偽裝委託
偽裝委託（ぎそううけおい、偽装請負），是日本個人事業主在與派遣勞動者簽訂業務委託、委任契約時，派遣勞動者可能產生所謂「偽裝請負」的狀況。即勞動者受事業主指揮、監督，具有實質上的勞雇關係，但卻以委託、委任契約的名義從第三方請負會社獲取勞動力。屬於非正規雇用的一種形式。

## 定義
在日本民法法典上，契約型態以偽裝、掩飾、隱瞞合同形式為名者。在某些情況下，職務外包可以表示為偽裝委託。
違法行為如下（詳細情況會在後面提及）。事實上，2006年7月底以後，朝日新聞曾做了一系列關於「偽装請負」的新聞特集，以突顯其問題。
類似語可以說是偽装派遣（ぎそうはけん）。

## 概要
由於這種假冒的合同是無止境的根本原因之一，是有意識的，這是最有效的管理改進措施，以減少總的勞動力成本是公司為支持國內經濟的根本。

## 契約上的風險
根据日本的相关法律，是严重的犯罪行为，违反了日本職業安定法，一旦被发现，对双方的法人公司各自罚款100万日元或者关押一年，如果是法人的代表代理使用人的话也是会被罚款100万日元
（偽装請負が労働者供給に該当する場合、供給元・供給先の双方の事業主に対して「1年以下の懲役又は100万円以下の罰金」が科されます（職業安定法64条9号）。
法人の代表者・代理人・使用人その他の従業者が偽装請負の行為者である場合、法人に対しても「100万円以下の罰金」が科されます（職業安定法67条）。）

## 例子
1. ↑  伊藤, 大一. . 京都市: 法律文化社. 2013: 201. ISBN 9784589034922. OCLC 829658337.